# Cẩm Đường
Cẩm Đường is een xã in het district Long Thành, een van de negen districten van de provincie Đồng Nai. Het is een van de achttien gemeenten in het district.
De inwoners van Cẩm Đường zijn afhankelijk van voornamelijk de landbouw. Veel geteelde gewassen zijn mais, koffie en cashewnoten.